# (7583) Rosegger
Pour les articles homonymes, voir Rosseger.
(7583) Rosegger est un astéroïde de la ceinture principale.

## Description
(7583) Rosegger est un astéroïde de la ceinture principale. Il fut découvert le 17 janvier 1991 à Tautenburg par Freimut Börngen. Il présente une orbite caractérisée par un demi-grand axe de 3,00 UA, une excentricité de 0,06 et une inclinaison de 10,8° par rapport à l'écliptique.

## Compléments